# Scatella tasmaniae
Scatella tasmaniae är en tvåvingeart som beskrevs av Wayne N. Mathis och Wirth 1981. Scatella tasmaniae ingår i släktet Scatella och familjen vattenflugor. Inga underarter finns listade i Catalogue of Life.